# NGC 7102
NGC 7102 (другие обозначения — PGC 67120, UGC 11786, MCG 1-55-8, ZWG 402.13, IRAS21372+0603) — спиральная галактика с перемычкой (SBb) в созвездии Пегас.
Этот объект входит в число перечисленных в оригинальной редакции «Нового общего каталога».
В галактике вспыхнула сверхновая SN 2003iw типа II. Её пиковая видимая звёздная величина составила 17,6.